# Hamri
Hamri (em árabe: الحمري) é uma comuna localizada na província de Relizane, Argélia. De acordo com o censo de 2008, a população total da cidade era de 10 173 habitantes.